# Sherbournia zenkeri
Sherbournia zenkeri är en måreväxtart som beskrevs av Henri Hua. Sherbournia zenkeri ingår i släktet Sherbournia och familjen måreväxter. Inga underarter finns listade i Catalogue of Life.